# Nagurus pallida
Nagurus pallida är en kräftdjursart som först beskrevs av Arcangeli1934.  Nagurus pallida ingår i släktet Nagurus och familjen Trachelipodidae. Inga underarter finns listade i Catalogue of Life.